# Coelopencyrtus impunctatus
Coelopencyrtus impunctatus är en stekelart som beskrevs av Hoffer 1982. Coelopencyrtus impunctatus ingår i släktet Coelopencyrtus och familjen sköldlussteklar. Inga underarter finns listade i Catalogue of Life.